# Sfântu Gheorghe (Tulcea)
Sfântu Gheorghe es una comuna ubicada en el distrito de Tulcea, Rumania.

## Superficie
Posee una superficie de 605,8 kilómetros cuadrados.

## Demografía
Hasta 2021 la población era de 639 habitantes, con una densidad de población de 1,055 habitantes por kilómetro cuadrado.